# 裂頭条虫症
裂頭条虫症（れっとうじょうちゅうしょう、英:Diphyllobothriasis）とはマンソン裂頭条虫（Spirometra erinacereuropaei）あるいは日本海裂頭条虫（Diphyllobothrium nihonkaiense）寄生を原因とする寄生虫病。少数寄生では無症状であるが、多数寄生では慢性的下痢、消化障害、栄養不良、異食症などの症状を示す。人体寄生例ではマンソン裂頭条虫のプレロセルコイドが頭蓋内、脊髄、心嚢内、眼瞼などに寄生し、周辺組織の圧迫、壊死により重篤な障害を与えることがある（マンソン裂頭条虫幼虫症）。糞便材料よりMGL法、AMS法などの沈澱虫卵法によって虫卵を検出することにより診断する。治療には成虫に対してはプラジカンテル、塩酸ブナミジン、シクロロフェンが有効であるが、プレロセルコイドに対しては有効な薬剤はなく、外科的に摘出を行う。予防は第二中間宿主や待機宿主の生食を避けることである。

## 治療
- 日本海裂頭条虫症においては、プラジカンテルの単回経口投与(5-10 mg/kg)が行われ、良好な治療成績が得られている[1]。プラジカンテル投与後に緩下剤を投与すると、虫体の回収が容易になり、頭節の残存が確認しやすい。